# フランソワ・ペリエ
フランソワ・ペリエ（1919年11月10日 - 2002年6月28日）はフランスのパリ生まれの映画俳優。

## 人物
40年代後半から70年代までの映画黄金期のフランス映画で活躍した名優。

## 主な出演作品
- 北ホテル（フランス語版） (1938)
- 乙女の星 (1945)
- 巴里の空の下 セーヌは流れる(1951) ナレーション＆パリの神様
- 白い馬（1953）
- 居酒屋 (1956)
- カビリアの夜 (1957)
- ダンケルク(1964)
- サムライ (1967)
- Z (1969) 代表検事
- 仁義 (1970)